# Saint-Christophe-sur-Roc
Saint-Christophe-sur-Roc is een gemeente in het Franse departement Deux-Sèvres (regio Nouvelle-Aquitaine) en telt 453 inwoners (1999). De plaats maakt deel uit van het arrondissement Niort.

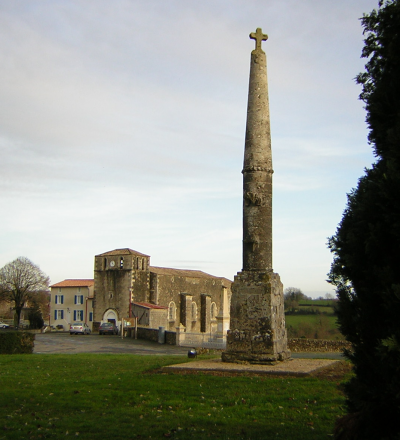
Hosiannakruis in Saint-Christophe-sur-Roc
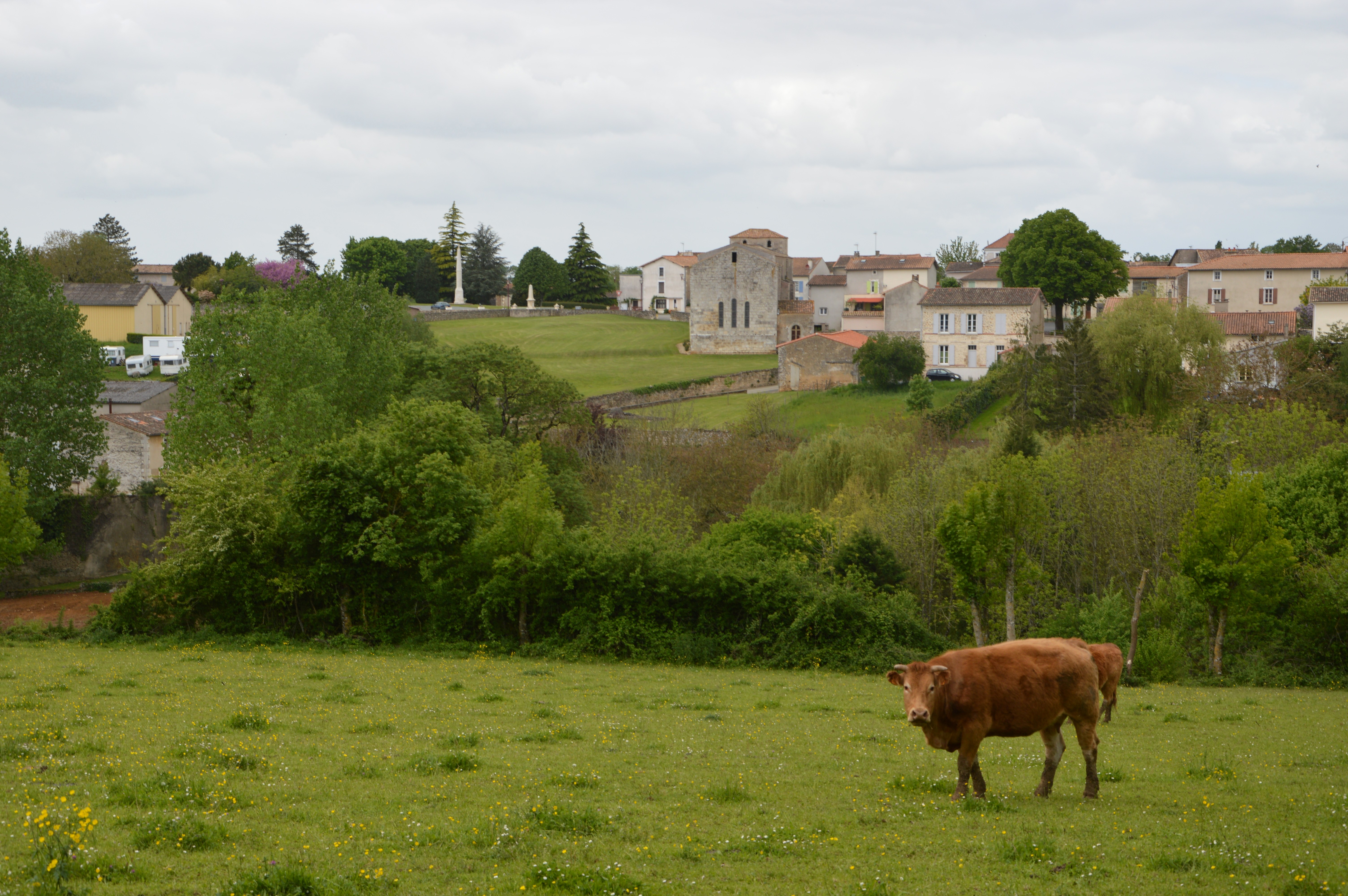
Saint-Christophe-sur-Roc

## Geografie
De oppervlakte van Saint-Christophe-sur-Roc bedraagt 11,0 km², de bevolkingsdichtheid is 41,2 inwoners per km².
De onderstaande kaart toont de ligging van Saint-Christophe-sur-Roc met de belangrijkste infrastructuur en aangrenzende gemeenten.

## Demografie
Onderstaande figuur toont het verloop van het inwonertal (bron: INSEE-tellingen).